# Lane splitting

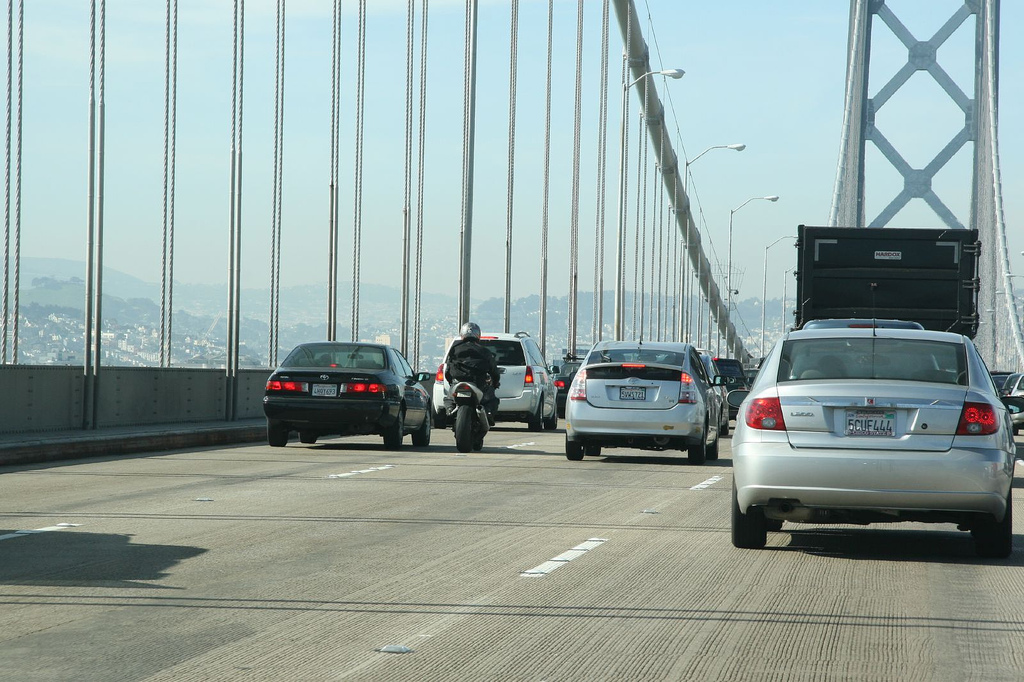
Lane splitting: legaal in Californië

Lane splitting is de Amerikaanse benaming voor het tussen twee rijstroken (lanes) met verkeer door rijden met een motorfiets.
In tegenstelling tot Nederland wordt dit in Amerika bijna als stuntwerk gezien. Volgens het Amerikaanse internettijdschrift Motorcycle Online is er zelfs een speciale motor en aangepaste (veilige) kleding voor nodig.
In Nederland is dit niet bij wet toegestaan, maar sinds 1991 is het niet meer verboden voor een motorrijder om langzaam tussen de file door te rijden. Omdat passeren op vele manieren mogelijk is, zijn er spelregels afgesproken over hoe een motorrijder een autofile passeert. Hiervoor is er een zogenaamde filegedragscode opgesteld. Zo mag het snelheidsverschil tussen de motor en de auto die wordt gepasseerd, niet meer dan 10 km/u zijn. Ook mag de snelheid van het overige verkeer niet meer dan 50 km/u bedragen. Bij snelwegen met meer dan twee rijstroken, wordt de positie tussen de twee meest linker rijstroken gebruikt.
In België is dit sinds 1 september 2011 toegestaan. De motorrijder mag bij het tussen-rijden maximaal 50 km/u rijden en het verschil tussen motor en file mag niet meer dan 20km/h zijn. Motorrijders dienen hiervoor de twee uiterst linker rijstroken te gebruiken en mogen ook de reddingsstrook gebruiken die bij filevorming moet gemaakt worden . 